# Paris College of Art
Il Paris College of Art (PCA), precedentemente conosciuto come Ecole Parsons à Paris o Parsons Paris, è un'università di arte e design con sede a Parigi.
Dal 1986 al 2010, la scuola era legata alla Parsons The New School For Design. Oggi il PCA è membro della National Association of Schools of Art and Design (NASAD).